# Мобильное обучение
Мобильное обучение — это процесс обучения при помощи мобильных устройств. Обучение проходит независимо от местонахождения с использованием портативных технологий, что уменьшает ограничения по географической принадлежности и специализированному оборудованию. Является видом дистанционного обучения

## Возможности
Использование мобильных технологий позволяет реализовать механизмы поддержки электронного обучения, в частности:
- Организовывать распределенную контролируемую дистрибуцию электронных образовательных ресурсов (доступ к образовательному и исследовательскому контенту; подкаст-вещание; вебинары; социальные медиа и пр.);
- Обеспечивать опосредованную, географически распределенную коммуникацию для осуществления совместной деятельности без привязки к местоположению участников образовательного процесса;
- Использовать мобильное устройство в качестве персональной медиатеки учебных, методических и справочных материалов; фотоаппарата и видеокамеры для фиксирования визуальной информации в цифровом виде; плеера для записи и прослушивания аудиолекций; мультимедийного гида в музеях и пр.;
- Подключать мобильное устройство к мультимедиа и оргтехнике, измерительным приборам и устройствам в корпоративной сети учебного заведения;
- Задействовать встроенные в мобильное устройство датчики и сенсоры для сбора информации об окружающей пользователя среде (гироскопа, вибрации, освещенности, влажности, давления, температуры и др.) в образовательных и исследовательских целях;
- Применять средства геолокации мобильного устройства для определения местоположения; поиска и совместного описания географических объектов; получения справочной картографической информации; построения треков передвижения и пр.

## Технологии
Большинство личных технологий могут поддерживать мобильное обучение, включая:
- Личный цифровой помощник, в классной комнате и на свежем воздухе
- Tablet PC UMPC мобильные телефоны, мобильные камеры и Smartphone
- Изучение Mobile Author, например, для публикации WAP, J2me и Smartphone
- Личный аудиоплеер, например, для прослушивания аудио записей с лекций
- Переносные звуковые и мультимедийные гиды в музеях и галереях
- Переносные пульты для игр, такие как Sony PSP или Nintendo DS / Wii

Техническая поддержка для мобильного обучения:
- MPEG-4 — для сжатия и способа доставки аудиовизуального содержания, связанного с мобильным обучением.
- Wi-fi предоставляет доступ к преподавателям и ресурсам через Интернет.
- LTE — мобильная сеть передачи данных, обеспечивает высокую скорость подключения и нормальную передачу данных.
- HTML5 — курсы и презентации в формате HTML5 можно просматривать на современных мобильных устройствах.